# Jan de Beer

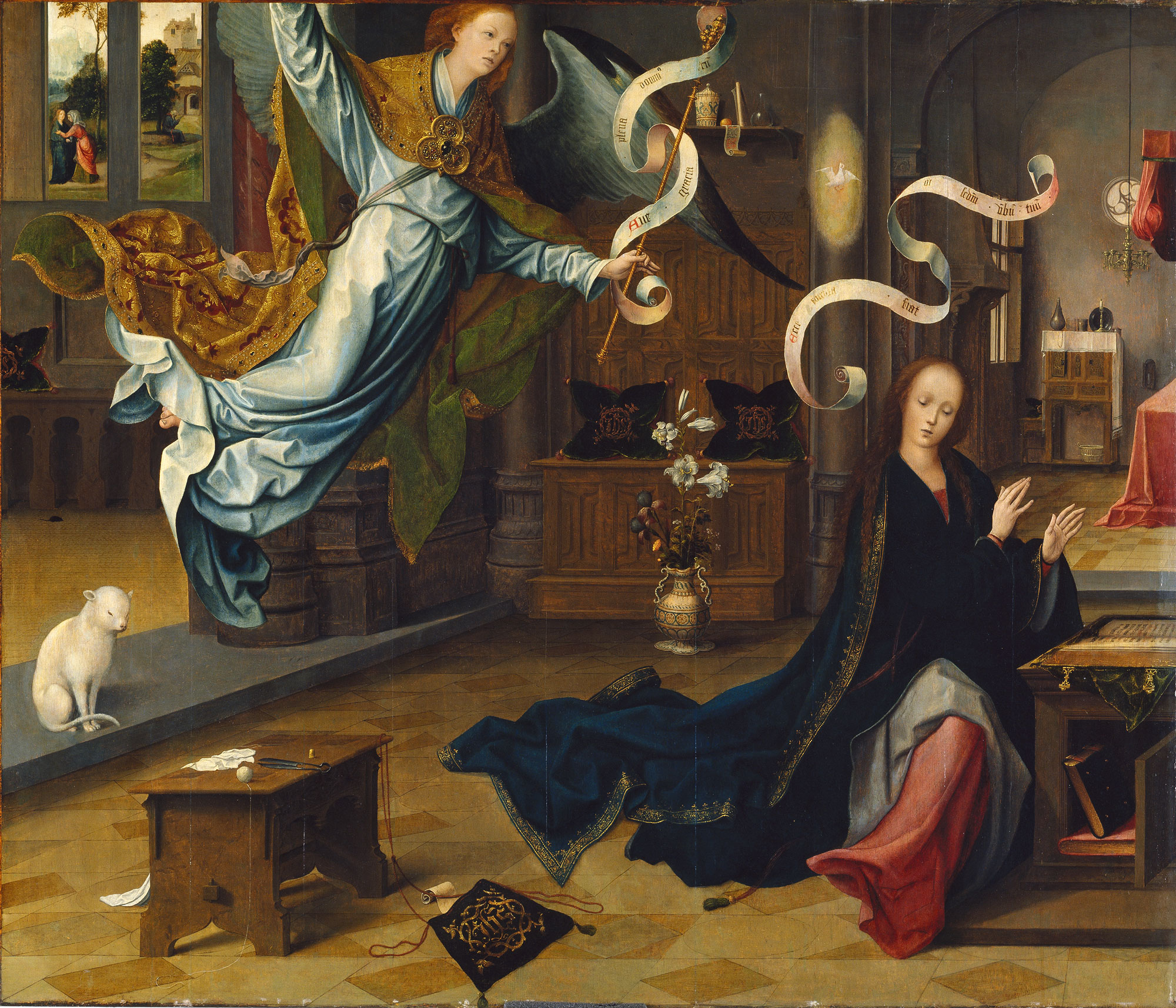
Annunciazione (1520 circa), Museo Thyssen-Bornemisza

Jan de Beer (1475 circa – 1528) è stato un pittore fiammingo.

## Biografia
È documentato ad Anversa dal 1490 in poi; qui nel 1504 divenne libero maestro e nel 1515 decano della Gilda di San Luca. Esponente della corrente del "manierismo di Anversa", ha come unico lavoro sicuramente documentato un disegno al British Museum, firmato e datato 1520. A partire da questo sono state formulate attribuzioni di altri disegni (spesso cartoni e studi per vetrate) e un certo numero di dipinti, tra cui una Natività e un'Adorazione dei Magi esposti alla Pinacoteca di Brera a Milano.
Nei suoi lavori si nota una commistione di elementi del tardogotico (figure allungate, movimenti affettati, pieghe ornamentali nei panneggi) con paesaggi e architetture di gusto più moderno.